# Ambrysus woodburyi
Ambrysus woodburyi är en insektsart som beskrevs av Robert L. Usinger 1946. Ambrysus woodburyi ingår i släktet Ambrysus och familjen vattenbin. Inga underarter finns listade i Catalogue of Life.